# Owo
Owo är Gud i mytologin hos idomafolket i Nigeria i Västafrika. Samma namn används även för regn i området, vilket antyder en förbindelse mellan de två.